# Eugène-Henri Gravelotte
Eugène-Henri Gravelotte (Paris, 6 de fevereiro de 1876 – Bénodet, 23 de agosto de 1939) foi um esgrimista francês, representou seu país nos Jogos Olímpicos de Verão de 1896. Conseguiu a medalha de ouro.